# 天龍神劍
《天龍神劍》(英语：The Dragon Sword) 是香港電視廣播有限公司製作電視劇。全劇共20集，監製甘志輝。

## 演員
- 苗僑偉 飾 容子雲
- 劉青雲 飾 青　龍
- 高　雄 飾 容嘯天
- 李家鼎 飾 赤煉魔王
- 盧海鵬 飾 武聖
- 白文彪 飾 武神
- 陳秀雯 飾 艷　奴
- 戚美珍 飾 嚴天嬌
- 曾華倩 飾 諸葛小菁
- 石　堅 飾 嚴一笑
- 王書麒 飾 上官少白
- 黎耀祥 飾 假冒四大掌門
- 李海生 飾 若 元
- 嚴秋華 飾 小 郎
- 余子明 飾 忠 伯
- 甘國衛 飾 公孫冷傲
- 劉國誠 飾 七煞城主
- 馬慶生 (香港演員) 飾 天妖
- 高雄 (香港演員) 飾 地妖
- 羅君左 飾 人/妖
- 羅浩楷 飾 嫖怪
- 楊子韜 飾 賭怪
- 焦雄 飾 酒怪
- 葉天行 飾 赤 虎
- 蘇漢生 飾 黑 豹
- 詹秉熙 飾 白 鶴
- 駱應鈞 飾 逆天行
- 黃  新 飾 無心大師

## 外部連結
- 《天龍神劍》 GOTV 第1集重溫